# Терлецький Омелян Антонович

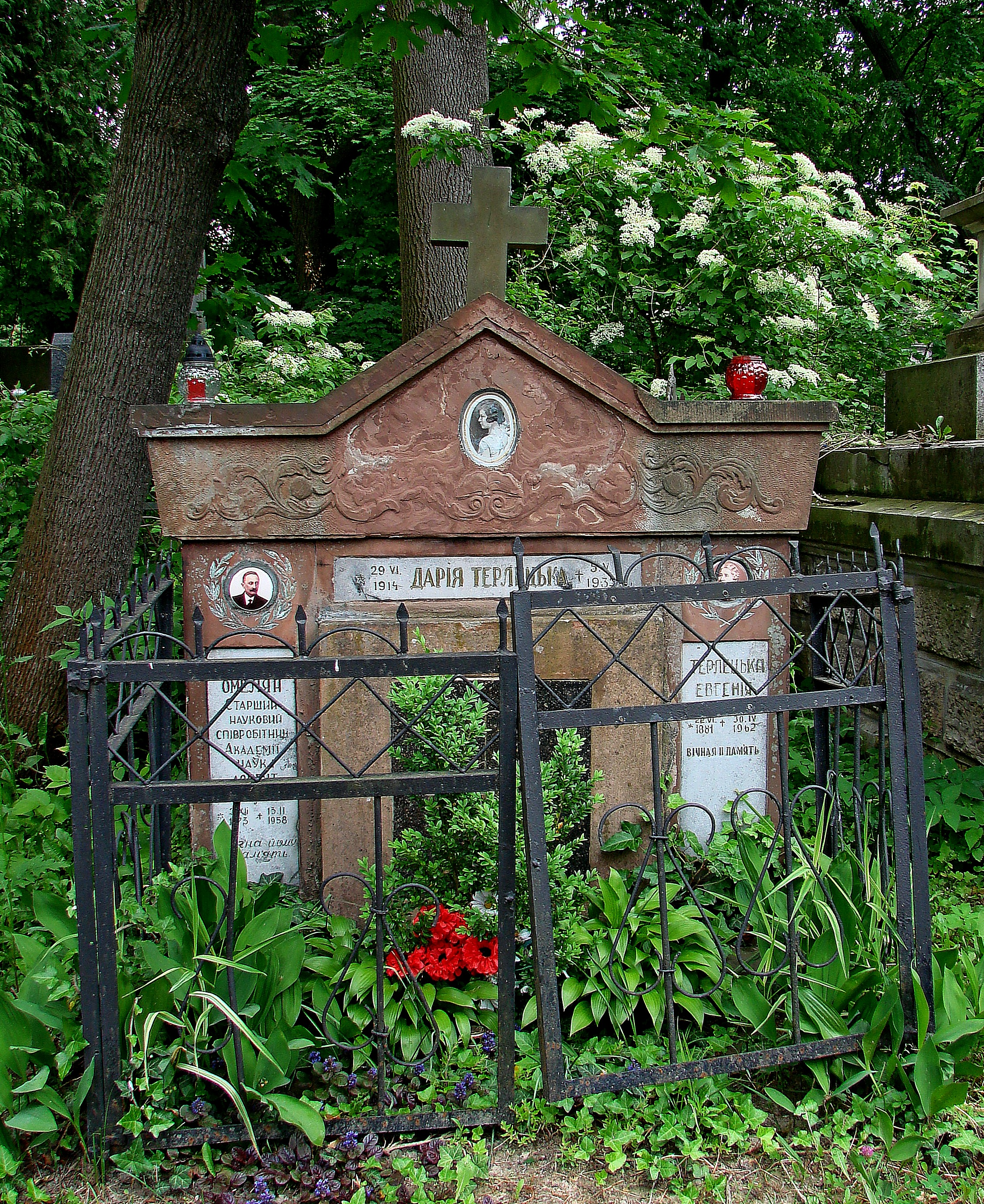

Омеля́н Анто́нович Терле́цький (2 грудня 1873, с. Крамарівка, нині Ярославського повіту — 13 лютого 1958, Львів) — український галицький педагог, громадський діяч та історик, учень Михайла Грушевського. Дійсний член НТШ (1922).

## Біографія
Народився 2 грудня 1873 року в селі Крамарівка (пол. Kramarzówka) Ярославського повіту, Королівство Галичини та Володимирії, Австро-Угорщина, нині гміна Прухник Ярославського повіту Підкарпатського воєводства, Польща).
Навчався в гімназіях у містах Ярослав і Стрий. 1897 року закінчив філософський виділ Львівського університету, де студіював географію та історію, був учнем Михайла Грушевського.
У 1898—1912 роках працював у Тернополі: учителем вищої реальної школи та української гімназії (навчав географії, історії, музики та співів). Брав активну участь у діяльності українських громадських організацій Тернополя, зокрема, став співорганізатором і диригентом товариства «Боян» (1901—1912). Став першим директором Чортківської гімназії українського товариства «Рідна школа» 1911 року.
Був членом НТШ з 1921 року; гімназійний учитель у Тернополі й Львові, довголітній член Головної Управи «Рідної Школи» (1923—1924 і 1926—1927 її голова) та Учительської Громади (голова 1923—1924 і 1926—1928), активний член головного Відділу товариства «Просвіта». За Першої світової війни був співробітником Союзу Визволення України у таборах українських полонених у Німеччині.
За радянської влади Терлецький працював науковим співробітником у філії Інституту української історії АН УРСР (1948—1952) і в університеті ім. Франка.
Омелян Терлецький — автор наукових і науково-популярних праць, які друкувалися в часописі «Літопис Червоної Калини», «ЗНТШ» і окремо; головніші з них: «Політичні події на Гал. Русі в 1340» (1896), «Козаки на Білій Русі 1654—1656» (1897), «Історія Укр. Громади в Раштаті 1915—1918» (1919), «Історія укр. державности» (2 тт., 1923—1924), «Україна заборолом культури і цивілізації перед степовиками» (1930), «Гетьманська Україна й Запор. Січ» (1935) та ін.
Помер 13 лютого 1958 року в м. Львові. Похований у родинній гробниці, на 57 полі Личаківського цвинтаря.

## Праці
- Терлецький О. Українці в Німеччині 1915-1918 Т. 1 Історія української громади в Раштаті. — Київ-Ляйпціґ : «Українська Накладня», 1919. — Т. 1. — 429 с.